# David Bejinaru
David Bejinaru (* 21. August 2003) ist ein rumänischer Leichtathlet, der sich auf den Hochsprung spezialisiert hat.

## Sportliche Laufbahn
Erste internationale Erfahrungen sammelte David Bejinaru im Jahr 2021, als er bei den U20-Balkan-Meisterschaften in Istanbul mit übersprungenen 1,98 m den neunten Platz belegte. 2024 belegte er bei den Balkan-Hallenmeisterschaften ebendort mit 2,05 m den siebten Platz und im Jahr darauf wurde er bei den Balkan-Hallenmeisterschaften in Belgrad mit 2,09 m Vierter. Im Juli verpasste er bei den U23-Europameisterschaften in Bergen mit 2,05 m den Finaleinzug.
2024 wurde Bajinaru rumänischer Hallenmeister im Hochsprung.